# جيهان خليل
جيهان خليل (11 يناير 1986 في الدار البيضاء في المغرب -)؛ هي ممثلة مغربية مقيمة في مصر، فازت في ديسمبر 2015، بلقب أفضل ممثلة في الموسم الأول من برنامج عرب كاستنج لاكتشاف المواهب في مجال التمثيل. التحقت بشعبة الفنون الدرامية قسم المسرح في معهد «الكونسرفتوار» في المغرب، وهي تتقن اللغتين العربية والفرنسية، وقد قدمت أعمالًا مسرحية بهما، وهي حاصلة على شهادة الليسانس في الفلسفة، وشهادة الماجستير في الفلسفة وآلياتها النقدية، وتعمل على تقدم أطروحة الدكتوراة في الفلسفة وجماليات الصورة والسينما.

## عنها
عرفت جيهان خليل في العالم العربي بعد فوزها بلقب برنامج عرب كاستنج كأحسن موهبة عربية. وخلال المنافسة اعترفت بعشقها للتمثيل منذ الصغر قائلة: «انجذبت للفلسفة بسبب حسها النقدي والفطري لكن عشقي الأول والأخير كان في المسرح والسينما».
بعد فوزها أسندت لها الفنانة المصرية غادة عبد الرازق مشاركتها البطولة في مسلسلها الخانكة رفقة نخبة من الممثلين المصريين كأول عمل رسمي لها بعد فوزها في مسابقة «أراب كاستينج» لتليها العديد من الأعمال منها بطولة مسلسل طاقة نور أمام الفنان هاني سلامة، بطولة مسلسل أبواب الشك مع خالد سليم، حلقة في مسلسل هربانة منها أمام الفنانة ياسمين عبد العزيز تم بيت السلايف كما انتهت من تصوير فيلم 122 الذي عُرض في عيد الأضحى عام 2019، وتستعد لتصوير فيلمين جديدين.

## دراساتها
التحقت خليل بمعهد «الكونسرفتوار» بالمغرب شعبة الفنون الدرامية قسم المسرح، حيت قدمت العديد من المسرحيات رفقة مجموعة من الفرق المسرحية باللغة العربية والفرنسية وذلك منذ سن الرابعة عشر. في عام 2011 نالت شهادة الماجستير في الفلسفة وآلياتها النقدية، واستعدت لمناقشة الدكتوراة في الفلسفة وجماليات الصورة والسينما حول موضوع «الجميل والقبيح في الفن البصري المعاصر».

## أعمالها

### الأفلام
- 2019: 122
- 2020: رأس السنة
- 2020: صندوق الدنيا
- 2023: اليوم ١٣

### المسلسلات
- 2016: الخانكة:[5] دور (تيا)
- 2017: طاقة نور: ناريمان عبد السلام
- 2017: هربانة منها: ندى زوجة رمزي الثانية
- 2018: بيت السلايف: أروى
- 2018: أبواب الشك: سارة
- 2019: سرايا حمدين
- 2019: علامة استفهام: مروة الشواف
- 2019: طلقة حظ: ليلي - السيدة المنتحرة
- 2020: طاقة حب
- 2021: ورا كل باب
- 2021: لحم غزال
- 2021: إلا أنا 2
- 2021: أحسن أب
- 2022: العائدون
- 2022: سوشيال

## روابط خارجية
- جيهان خليل على موقع IMDb (الإنجليزية)
- جيهان خليل على موقع قاعدة بيانات الأفلام العربية